# Mârșa
Mârșa là một xã thuộc hạt Giurgiu, România. Dân số thời điểm năm 2002 là 2788 người.